# The Woman in Me
The Woman in Me är ett musikalbum av Shania Twain, utgivet 1995. Albumet var Twains andra.

## Låtlista
1. "Home Ain't Where His Heart Is (Anymore)" (Lange/Twain)
2. "Any Man of Mine" (Lange/Twain)
3. "Whose Bed Have Your Boots Been Under?" (Lange/Twain)
4. "(If You're Not in It for Love) I'm Outta Here!" (Lange/Twain)
5. "The Woman in Me (Needs the Man in You)" (Lange/Twain)
6. "Is There Life After Love?" (Lange/Twain)
7. "If It Don't Take Two" (Lange/Twain)
8. "You Win My Love" (Lange)
9. "Raining on Our Love" (Lange/Twain)
10. "Leaving Is the Only Way Out" (Twain)
11. "No One Needs to Know" (Lange/Twain)
12. "God Bless the Child" (Lange/Twain)